# Mycosphaerella pomi
Mycosphaerella pomi (Pass.) Lindau – gatunek grzybów z klasy Dothideomycetes. U jabłoni (Malus) wywołuje chorobę o nazwie drobna plamistość liści jabłoni.

## Systematyka i nazewnictwo
Pozycja w klasyfikacji według Index Fungorum: Mycosphaerella, Mycosphaerellaceae, Capnodiales, Dothideomycetidae, Dothideomycetes, Pezizomycotina, Ascomycota, Fungi.
Po raz pierwszy zdiagnozował go w 1876 r. Giovanni Passerini nadając mu nazwę Sphaerella pomi. Obecną, uznaną przez Index Fungorum nazwę nadał mu Gustav Lindau w 1897 r.
Synonimy: 
- Aposphaeria pomi (Schulzer & Sacc.) Sacc. 1884
- Coniothyrium pomi (Schulzer & Sacc.) Kuntze 1898
- Cylindrosporium pomi C. Brooks, Bull 1908
- Phoma limitata (Peck) Boerema, Jaarboek 1965
- Phoma pomi Schulzer & Sacc. 1884
- Phyllosticta limitata Peck (1897) 1896
- Phyllosticta mali Prill. & Delacr., 1890
- Pseudocercosporella pomi (C. Brooks) Noordel. & Boerema 1988
- Sphaerella pomi Pass. 1876

## Morfologia i rozwój
Pasożyt obligatoryjny i saprotrof. Jego  grzybnia rozwija się w tkance miękiszowej żywych liści, a później także martwych, opadłych liści. Wytwarza na obydwu ich stronach, ale głównie na górnej rozproszone pyknidia o rozmiarach 80–120 μm. Powstają w nich jednokomórkowe, owalne konidia o rozmiarach 2–3 μm × 5–8 μm. Wiosną powodują one infekcje pierwotne. W okresie wegetacyjnym na żywych liściach wytwarzane są konidia, które dokonują infekcji wtórnych rozprzestrzeniając chorobę. Odbywa się to w okresach dłuższej, deszczowej pogody.
W 1890 r. w Japonii po raz pierwszy zaobserwowano występowanie tego patogenu na owocach gruszy domowej (Pyrus communis).